# 车林巴布
车林巴布（1863年—1923年）又作車林巴博，蒙古族，清朝喀尔喀后路土谢图汗部中右翼旗人，土谢图汗部（喀尔喀后路）中右旗末任札萨克多罗郡王（任职至1917年），人称“车王”。

## 生平
清同治二年（1863年），车林巴布出生，他是土谢图汗部中右旗郡王桑斋多尔济的五世孙，其兄弟为鄂多台。光绪十一年十一月（1885年），时任头等台吉的车林巴布获赏为“二等侍卫，在大门上行走。”光绪十二年九月（1886年），车林巴布娶肃亲王隆懃的次女为妻，常驻北京。他当时并不住在所属的中右旗，偶尔回库伦一趟，通常会在大库伦的宫殿里安排专门的官员来管理家乡的事务。他还因出资帮助修复被烧毁的哲布尊丹巴呼图克图寺庙而获得3项表彰。光绪二十一年十一月（1895年），车林巴布的父亲鄂特萨尔巴咱尔因病乞休。光绪二十一年十一月初二日（1895年），因其兄早逝，车林巴布承袭中右旗多罗郡王爵位。同月，“命在乾清门行走。”光绪二十四年十二月（1899年），赏戴三眼花翎。光绪三十二年二月（1906年），因病开去乾清门行走、前引大臣之差使。光绪三十三年二月（1907年），车林巴布回旗养病。当时，车林巴布在清廷已无职务，但光绪帝仍然赏其穿素貂褂。
此后，车林巴布的身体状况一直不佳。清末民初，哲布尊丹巴政权设置议会，车林巴布为议员，经常因病请假，回旗治疗。蒙古共戴七年（1917年），博克多汗因其不积极参与政务而免去其扎萨克职务，1919年後其职务由该旗协理台吉图博多尔济代理。民国七年（1918年），车王再度由外蒙古库伦来到北京，但身体状况并未明显改善。鄂多台在《鄂多台日记》中称，自己长期代车林巴布领取薪俸、修建房屋、收取地租，并代车林巴布应酬满蒙王公、向中华民国政府请假。这在《鄂多台日记》中多有记述。比如，民国九年（1920年）元旦之日，“早十时，总统（徐世昌）在怀仁堂受贺。车王礼节单并入门证交来，因病不克到。”同月22日下午6点，“轮子会车王主人撷英，因头上生疮避风，请庚（即鄂多台本人）代东，”并记录了饭费。同年2月26日（农历正月初七日）“代车王递呈告假。二月二十八日，筵宴茶会，交入门券二，……。”车林巴布的侧福晋常常代车林巴布派手下赴北京大红罗厂的鄂公府（鄂多台的府邸）支洋、办事。
由于鄂多台实际掌管车王府事务，故鄂多台对外经常用车林巴布的名义写“喀尔喀札萨克多罗车郡王府为知照事……此照”“准此” 之类文书，并盖有关防。甚至连中华民国政府、蒙藏院致车林巴布的公函也直接送达大红罗厂的鄂公府。
车林巴布自己则是个“一事不知的人”。民国七年（1918年）8月，鄂多台去问车林巴布的履历，“车王一概不知，程途亦不晓。由库至中旗路径，亦不明白。只可由庚查核呈报典礼科而已。”逾月，鄂多台“至车府问递差使年月日并请假日期，伊不能答。仅云在口外将呈被烧。又云：当初，肃王劝说留一差使，以备将来回京地步，销差当差。又云：所有公事，均由二奶（即车林巴布的侧福晋）叫人去办，伊一概不管。又使大爷进内（宫内）查禀事档矣。”外蒙古革命後，車林巴博（車林巴布）於蒙古共戴十三年（1923年）死去。